# Два нуля
«Два нуля» (фр. Double zero) — комедия французского кинорежиссёра Жерара Пиреса. Пародия на «Невезучие», «Такси», и другие фильмы Люка Бессона.

## Сюжет
Русские купили у французов ядерный фугас, но его тут же похитили террористы. Тогда французы засылают двух своих агентов сначала на французскую Ривьеру, а потом даже на Ямайку под видом миллионеров. Их ждут суровые испытания — рестораны, бары, вина и закуски.
Им все нипочём — ни танки, ни армия ниндзя, ни команда обнажённых топ-моделей. У чудаков своя логика. Они спасут мир.

## В ролях
| Актёр                | Роль                 |
| -------------------- | -------------------- |
| Эрик Жюдор           | Бэн                  |
| Рамзи Бедиа          | Вилл                 |
| Эдуар Баэр           | Мале                 |
| Джорджанна Робертсон |                      |
| Франсуа Шатто        | Боб                  |
| Дидье Фламан         | Пьер                 |
| Росси де Пальма      | Монокль              |
| Инна Зобова          | Александра Богданова |
| Александр Тютин      | начальник охраны     |
| Нино Киртадзе        |                      |

## Интересные факты
- «Два нуля» вышел во Франции в 750 копиях, в то время как самые кассовые фильмы выходят только в 500.
- Во Франции «Два нуля» заняли второе место по сборам после «Гарри Поттера».
- По единодушной оценке СМИ «Два нуля» по количеству шуток превзошли все пародии на шпионские боевики.
- В роли Мистера Зло снимается Эдуард Баер, который входит в пятёрку самых сексуальных мужчин Франции.
- Жерар Пирес снимает продолжение «Двух нулей» — «002». По задумке режиссёра секретные агенты на сей раз будут гоняться за украденным вирусом и спасать мир от сумасшедшего маньяка.
- В роли «Александры Богдановой» снималась французская топ-модель российского происхождения— Инна Зобова.